# Dommartin-Lettrée
Dommartin-Lettrée és un municipi francès, situat al departament del Marne i a la regió del Gran Est. L'any 2007 tenia 151 habitants.

## Demografia

### Població
El 2007 la població de fet de Dommartin-Lettrée era de 151 persones. Hi havia 60 famílies, de les quals 12 eren unipersonals (12 homes vivint sols), 24 parelles sense fills, 20 parelles amb fills i 4 famílies monoparentals amb fills.
La població ha evolucionat segons el següent gràfic:
Habitants censats

### Habitatges
El 2007 hi havia 65 habitatges, 60 eren l'habitatge principal de la família, 1 era una segona residència i 4 estaven desocupats. 61 eren cases i 3 eren apartaments. Dels 60 habitatges principals, 41 estaven ocupats pels seus propietaris, 16 estaven llogats i ocupats pels llogaters i 3 estaven cedits a títol gratuït; 1 tenia una cambra, 1 en tenia dues, 4 en tenien tres, 10 en tenien quatre i 44 en tenien cinc o més. 57 habitatges disposaven pel capbaix d'una plaça de pàrquing. A 20 habitatges hi havia un automòbil i a 34 n'hi havia dos o més.

### Piràmide de població
La piràmide de població per edats i sexe el 2009 era:
| Homes | Edats   | Dones |
| ----- | ------- | ----- |
| 0     | 95 o +  | 0     |
| 0     | 90 a 94 | 0     |
| 0     | 85 a 89 | 0     |
| 0     | 80 a 84 | 0     |
| 4     | 75 a 79 | 8     |
| 12    | 70 a 74 | 12    |
| 4     | 65 a 69 | 8     |
| 0     | 60 a 64 | 0     |
| 0     | 55 a 59 | 0     |
| 4     | 50 a 54 | 4     |
| 16    | 45 a 49 | 12    |
| 4     | 40 a 44 | 4     |
| 4     | 35 a 39 | 4     |
| 4     | 30 a 34 | 4     |
| 0     | 25 a 29 | 4     |
| 0     | 20 a 24 | 8     |
| 16    | 15 a 19 | 16    |
| 4     | 10 a 14 | 0     |
| 0     | 5 a 9   | 4     |
| 0     | 0 a 4   | 4     |

## Economia
El 2007 la població en edat de treballar era de 93 persones, 72 eren actives i 21 eren inactives. De les 72 persones actives 66 estaven ocupades (38 homes i 28 dones) i 6 estaven aturades (4 homes i 2 dones). De les 21 persones inactives 7 estaven jubilades, 8 estaven estudiant i 6 estaven classificades com a «altres inactius».

### Ingressos
El 2009 a Dommartin-Lettrée hi havia 55 unitats fiscals que integraven 142 persones, la mediana anual d'ingressos fiscals per persona era de 18.022 €.

### Activitats econòmiques
Dels 6 establiments que hi havia el 2007, 1 era d'una empresa de fabricació d'altres productes industrials, 2 d'empreses de comerç i reparació d'automòbils, 1 d'una empresa d'hostatgeria i restauració, 1 d'una empresa financera i 1 d'una empresa immobiliària.
L'únic servei als particulars que hi havia el 2009 era un taller de reparació d'automòbils i de material agrícola.
L'any 2000 a Dommartin-Lettrée hi havia 21 explotacions agrícoles que ocupaven un total de 2.655 hectàrees.

## Poblacions més properes
El següent diagrama mostra les poblacions més properes.